# Bad Ink
Bad Ink est une série de téléréalité américaine diffusée à partir du 11 août 2013 sur A&E. La série suit le tatoueur et musicien Dirk Vermin propriétaire de Pussykat Tattoo hors du Strip de Las Vegas, et son ami et compère Rob Ruckus. Ils cherchent les mauvais tatouages, et les transforment,. La saison 2 est diffusée entre le 20 janvier 2014 au 20 août 2014.
L'émission est diffusée au Québec sur Ztélé, et en France à partir du 12 avril 2015 sur Planète+ A&E.

## Émissions

### Saison 1 (2013)
| Numéros des épisodes | Titre original                    | Titre français                                  | Date de diffusion aux États-Unis |
| -------------------- | --------------------------------- | ----------------------------------------------- | -------------------------------- |
| 01                   | A Damsel and a Nerd in Need       | Une demoiselle et un intello appellent à l'aide | 11 août 2013                     |
| 02                   | Monkey Business                   | Méthodes d'approche                             | 11 août 2013                     |
| 03                   | Terrible Tattoo Showdown          | Tatouages inspirés au bas du dos                | 18 août 2013                     |
| 04                   | Who Needs a Tattervention?        | Qui a besoin d'une intervention tatouage ?      | 18 août 2013                     |
| 05                   | When Animal Tattoos Attack        | Quand les tatouages d'animaux attaquent !       | 25 août 2013                     |
| 06                   | Tattoo Crimes and Misdemeanors    | Tatouages illégaux                              | 25 août 2013                     |
| 07                   | All is Fair in Love and Ink       | Combat pour le pire tatouage                    | 8 septembre 2013                 |
| 08                   | Baby Mama Tattoo Dram             | Jeune maman au tatouage traumatisant            | 8 septembre 2013                 |
| 09                   | The Family that Inks Together...  | Amour et tatouage en harmonie                   | 15 septembre 2013                |
| 10                   | Tramp Stamps Gone Wild            | La famille unie par les liens du tatouage       | 15 septembre 2013                |
| 11                   | Girls Gone Tattoo Wild            | Fille aux tatouages fougueux                    | 18 septembre 2013                |
| 12                   | Show Me Your Tats                 | Montre-moi tes tatouages                        | 2 octobre 2013                   |
| 13                   | Close Encounters of the Butt Kind | Tatouage culotté                                | 9 octobre 2013                   |
| 14                   | Model Misbehavior                 | Modèle de mauvaise conduite                     | 16 octobre 2013                  |

### Saison 2 (2014)
| Numéros des épisodes | Titre original               | Titre français         | Date de diffusion aux États-Unis |
| -------------------- | ---------------------------- | ---------------------- | -------------------------------- |
| 01                   | Turning the Other Butt Cheek | Titre français inconnu | 20 janvier 2014                  |
| 02                   | Lost in Tattoo Translation   | Titre français inconnu | 20 janvier 2014                  |
| 03                   | Babes in Tattooland          | Titre français inconnu | 27 janvier 2014                  |
| 04                   | Tat's My Mom                 | Titre français inconnu | 27 janvier 2014                  |
| 05                   | Last Man Stamping            | Titre français inconnu | 3 février 2014                   |
| 06                   | Tat in the Hat               | Titre français inconnu | 3 février 2014                   |
| 07                   | Oops, I Tatted Again         | Titre français inconnu | 10 février 2014                  |
| 08                   | Tat-Too Hot for TV           | Titre français inconnu | 17 février 2014                  |
| 09                   | Tat's Ink-redible!           | Titre français inconnu | 24 février 2014                  |
| 10                   | It Takes Two to Tattoo       | Titre français inconnu | 20 août 2014                     |